# Hematopoëse
Hematopoëse, uit het Grieks: αἷμα, αἵματοςn, haîma, bloed en ποιεῖν, poieîn, maken, is een anabool proces, waarbij bloedplaatjes en bloedcellen worden gevormd uit een multipotente, hematopoëtische stamcel in het rode beenmerg. De vorming, vanuit een hematopoëtische stamcel, van rode bloedcellen, bloedplaatjes, en vijf hoofdsoorten witte bloedcellen, is een vorm van celdifferentiatie. Bloedcellen en bloedplaatjes hebben een beperkte levensduur en moeten voortdurend door nieuwe cellen worden vervangen. De stamcellen in het rode beenmerg zorgen hiervoor. 

## Differentiëring naar celtype

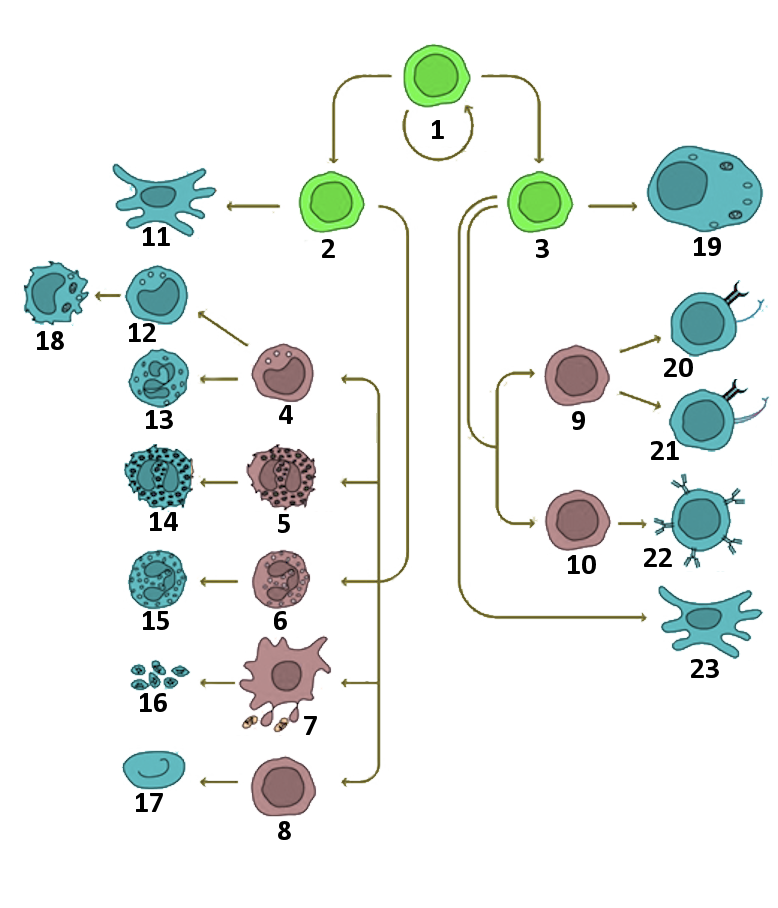
Vorming van bloed met alle differentiaties
1. hematopoëtische stamcel
2. myeloïde voorlopercel
3. lymfoïde voorlopercel
4. granulocyt/monocytvoorlopercel
5. eosinofiele voorlopercel
6. basofiele voorlopercel
7. megakaryocyt
8. erytroïde voorlopercel
9. t-cel-progenitor
10. b-cel-progenitor
11. dendritische cel
12. monocyt
13. neutrofiel
14. eosinofiel
15. basofiel
16. bloedplaatjes of trombocyten
17. Rode bloedcel of erytrocyt
18. macrofaag
19. naturalkillercel
20. T-helper-cel
21. cytotoxische T-cel
22. B-cel
23. dendritische cel

Het ontwikkelingsproces van een stamcel in het beenmerg verloopt als volgt: onder invloed van groeifactoren gaat de cel zich delen. Na de celdeling zal één stamcel overblijven, deze zal zich na een tijd opnieuw delen, terwijl de andere cel zich zal ontwikkelen tot de voorloper van een bloedcel, of van een bloedplaatje.
De verdere uitrijping van deze voorloper heet, afhankelijk van het resultaat:
- leukopoëse, de vorming van witte bloedcellen of leukocyten
- erytropoëse, de vorming van rode bloedcellen of  erytrocyten
- trombopoëse, de vorming van bloedplaatjes of trombocyten.

Naarmate het ontwikkelingsproces verder is gevorderd is het eindresultaat sterker vastgelegd, en zijn de differentiatiemogelijkheden beperkter. In het laboratorium kunnen wetenschappers gedifferentieerde bloedcellen soms terug laten keren naar een vorige, minder gedifferentieerde fase.

## Ziekten
Bij de ziekte leukemie is de hematopoëse ernstig verstoord. Bij acute leukemie worden er te veel onrijpe witte bloedcellen gevormd en de vorming van rijpe witte en rode bloedcellen en van bloedplaatjes komt hierdoor in de verdrukking, waardoor er te weinig nieuwe bloedcellen komen om de oude te vervangen.
In zeldzame gevallen kan, door verschillende oorzaken, er een onvermogen ontstaan van de beenmergcellen om uit te rijpen, waardoor het lichaam steeds minder bloedcellen, of steeds minder bloedcellen van een bepaalde soort aanmaakt. Dit is het myelodysplastisch syndroom.
Het aanmaken van bloedcellen ook tijdelijk (ernstig) verminderen, bijvoorbeeld door een gebrek aan bouwstoffen of vitamines, als bijwerking van bepaalde medicijnen of omdat stamcellen door het immuunsysteem worden aangevallen en vernietigd (Aplastische Anemie, beenmergfalen).

## Overzicht
| Hematopoëse            | Hematopoëse          | Hematopoëse            | Hematopoëse | Hematopoëse | Hematopoëse | Hematopoëse | Hematopoëse | Hematopoëse     | Hematopoëse    |
| ---------------------- | -------------------- | ---------------------- | ----------- | ----------- | ----------- | ----------- | ----------- | --------------- | -------------- |
| Leukopoëse             | Leukopoëse           | Leukopoëse             | Leukopoëse  | Leukopoëse  | Leukopoëse  | Leukopoëse  | Leukopoëse  | Erytropoëse     | Trombopoëse    |
| Myeloblast             | Myeloblast           | Myeloblast             | Monoblast   | Lymfoblast  | Lymfoblast  | Lymfoblast  |             | Pro-erytroblast | Megakaryoblast |
| Myeloblast             | Myeloblast           | Myeloblast             | Monoblast   | Lymfoblast  | Lymfoblast  | Lymfoblast  | Erytroblast |                 | Megakaryoblast |
| Myeloblast             | Myeloblast           | Myeloblast             | Monoblast   | Lymfoblast  | Lymfoblast  | Lymfoblast  | Normoblast  |                 | Megakaryoblast |
| Promyelocyt            | Promyelocyt          | Promyelocyt            | Monocyt     | Lymfocyt    | Lymfocyt    | Lymfocyt    | Reticulocyt | Megakaryocyt    |                |
| Neutrofiele granulocyt | Basofiele granulocyt | Eosinofiele granulocyt | Macrofaag   | B-cel       | T-cel       | NK-cel      | Mastocyt    | Erytrocyt       | Trombocyt      |